# Sara Goodacre
Sara L. Goodacre is een geneticus en universitair hoofddocent aan de Universiteit van Nottingham.  Ze is de leider van de Open Air Laboratories, een burgerwetenschappelijk project dat mensen betrekt bij het buitenmilieu, en adjunct-directeur van het doctoraatsopleidingprogramma biotechnologie en biologische wetenschappen.

## Opleiding
Goodacre studeerde de Natural Sciences Tripos aan de Universiteit van Cambridge als student van Gonville en Caius College, en studeerde af in 1995. Goodacre is lid geworden van de Universiteit van Nottingham voor haar graduate studies en promoveerde in 1999 op studies over de evolutie van Partula-landslakken. 

## Carrière
Goodacre trad in 1999 toe tot de University of Oxford als wetenschappelijk assistent. Vanaf 2002 was ze wetenschappelijk assistent aan de Universiteit van East Anglia. Ze werd door de BBC beschreven als Spider Woman. Sinds 2018 is Goodacre gevestigd aan de Universiteit van Nottingham, waar ze in 2007 het SpiderLab oprichtte en de onderzoeksgroep ArachNotts leidt. Als geneticus bestudeert Goodacre de evolutie, populatie en conservering van spinnen. Ze volgde het paargedrag en de geslachtsverhouding van de linyphiid-spin Pityohyphantes phrygianus met Bengt Gunnarsson aan de Universiteit van Göteborg. Ze bestudeerde ook het web van vogelspinachtigen en de genetische diversiteit van spinnenweb-genen en vond aanwijzingen voor antimicrobiële eigenschappen in het web van huisspinnen. Ze ontdekte dat Erigone atra, een ongediertebestrijdende spin, gebruik maakt van verspreiding over de lange afstand in de lucht. Goodacre heeft bijgedragen aan het boek Spider Physiology and Behavior: Physiology uit 2011. In 2015 meldde Goodacre dat spinnen "zeilend" over oceanen konden overleven.
ArachNotts bestudeert de waterspin en zijn web, die wordt gebruikt om een net te bouwen waarin hij lucht onder water opslaat. De onderzoeksgroep heeft tot dusver enkele van de spinnenwebgenen geïdentificeerd die bij deze soort voorkomen. Ze werken ook aan de relatie tussen spinnen en de microben die ze met zich meedragen, het paargedrag en de geslachtsverhouding van nakomelingen, de ecologie en het biologische potentieel van spinnen in de landbouw als ongediertebestrijding, en het gebruik van genetische hulpmiddelen bij het behoud van bedreigde soorten, zoals de kleine gerande oeverspin. 
Goodacre werkte samen met chemici van de Universiteit van Nottingham om synthetische spinrag te creëren dat kan worden gebruikt voor medicijnafgifte, wondgenezing en geneeskunde. Het is de bedoeling dat deze synthetische stof langzaam antibiotica kan afgeven of kan worden gebruikt als steunpilaar om nieuwe weefsels te laten groeien. Ze heeft de synthetiseerde spinrag (gefunctionaliseerde spidroin) gepatenteerd.  
Goodacre heeft de app Spider in da House gemaakt. Ze zet zich in om mensen minder bang te maken voor spinnen en betrekt het publiek bij het verbeteren van de biodiversiteit in het Verenigd Koninkrijk. In juni 2017 bracht Goodacre het SpiderLab naar een reeks basisscholen in samenwerking met de Zoological Society of London, een project wat de bijnaam "Spinnenschool" kreeg. Ze verschijnt regelmatig op de BBC.  Ze heeft bijgedragen aan The Conversation, The Guardian, en is redacteur van PeerJ.
- ORCID: 0000-0002-0887-6563